# 广东省高水平医院
广东省高水平医院建设计划，又名“登峰计划”，是广东省人民政府于2018年6月起集中启动的一项计划，通过集中力量重点支持省内若干家医院，打造一批国内一流、世界知名的医院。入选该计划的所有医院均经过广东省人民政府择优遴选后公布，每家医院将获得3亿元的资金支持，用于学科建设、人才引进和教学科研平台建设。截至2021年，全省共有50家医院入围该计划。

## 目标
到2022年，广东建成1个综合类国家医学中心和若干个专科类国家医学中心、区域医疗中心和国家区域中医（专科）诊疗中心，新增2-3名院士、2-3个国家重点实验室、4-6个临床医学研究中心，争取全国百强医院达15家以上。

## 重点建设医院

### 第一期

#### 第一批（9家）
首批名单于2018年6月计划启动当日公布。
- 中山大学附属第一医院
- 南方医科大学南方医院
- 广东省人民医院
- 广州医科大学附属第一医院
- 广东省中医院
- 深圳市人民医院
- 香港大学深圳医院
- 汕头大学医学院第一附属医院
- 广东医科大学附属医院

#### 第二批（13家）
于2018年12月公布。
- 中山大学孙逸仙纪念医院
- 中山大学附属第三医院
- 中山大学中山眼科中心
- 中山大学肿瘤防治中心
- 中山大学附属口腔医院
- 广州中医药大学第一附属医院
- 广州市第一人民医院
- 广州市妇女儿童医疗中心
- 深圳市第二人民医院
- 深圳市第三人民医院
- 粤北人民医院
- 梅州市人民医院
- 茂名市人民医院

#### 第三批（8家）
于2019年7月公布。
- 北京大学深圳医院
- 珠海市人民医院
- 汕头市中心医院
- 惠州市中心人民医院
- 阳江市人民医院
- 湛江中心人民医院
- 肇庆市第一人民医院
- 清远市人民医院

### 第二期
- 广东省第二人民医院（广东省应急医院）
- 南方医科大学珠江医院
- 暨南大学附属第一医院
- 广州市第八人民医院
- 深圳市中医院
- 深圳市儿童医院
- 中山大学附属第五医院
- 佛山市第一人民医院
- 韶关市第一人民医院
- 河源市人民医院
- 中山大学附属第三医院粤东医院（梅县人民医院）
- 中山大学孙逸仙纪念医院深汕中心医院（汕尾市中心医院）
- 南方医科大学第十附属医院（东莞市人民医院）
- 中山市人民医院
- 江门市中心医院
- 高州市人民医院
- 潮州市中心医院
- 揭阳市人民医院
- 普宁市人民医院
- 云浮市人民医院